# David Howell (Golfspieler)
David Howell (* 23. Juni 1975 in Swindon) ist ein englischer Profigolfer der European Tour.

## Werdegang
Seine Profilaufbahn begann 1995, sein erster Sieg gelang 1998 bei der Australian PGA Championship und im Jahr darauf gewann Howell sein erstes Turnier bei der European Tour. Dann folgten zwar sechs sieglose Jahre, aber mit guten Platzierungen, und seine Formkurve verlief beständig nach oben. In den Jahren 2005 und 2006 hat er weitere Turniersiege verbuchen können und die Top 20 der Weltrangliste erreicht. In der European Tour Order of Merit 2006 gelang Howell mit Platz 3 sein bislang bestes Saisonranking. Die Saison 2007 verlief für ihn verletzungsbedingt unerfreulich und er musste sich aus den Top 100 der Weltrangliste verabschieden, in die er erst im September 2013 nach seinem Sieg bei der Alfred Dunhill Links Championship wieder zurückkehren konnte.
Howell war 2004 und 2006 Mitglied des siegreichen europäischen Ryder Cup Teams.

## European Tour Siege
- 1999 Dubai Desert Classic
- 2005 BMW International Open
- 2006 HSBC Champions Tournament, BMW Championship
- 2013 Alfred Dunhill Links Championship

## Andere Turniersiege
- 1998 MasterCard Australian PGA Championship (PGA Tour of Australasia)
- 2015 Beko Classic

## Teilnahmen bei Teamwettbewerben

### Amateur
- Walker Cup (für Großbritannien & Irland): 1995
- Jacques Leglise Trophy: 1993 (Sieger)

### Professional
- Ryder Cup (für Europa): 2004 (Sieger), 2006 (Sieger)
- Alfred Dunhill Cup (für England): 1999
- Seve Trophy (für Großbritannien & Irland): 2000, 2003 (Sieger), 2005 (Sieger)
- WGC-World Cup (für England): 2005
- Royal Trophy (für Europa): 2013 (Sieger)

## Resultate bei Major Championships
| Tournament        | 1997 | 1998 | 1999 |
| ----------------- | ---- | ---- | ---- |
| Masters           | DNP  | DNP  | DNP  |
| US Open           | DNP  | DNP  | DNP  |
| Open Championship | CUT  | T44  | T45  |
| PGA Championship  | DNP  | DNP  | DNP  |

| Tournament        | 2000 | 2001 | 2002 | 2003 | 2004 | 2005 | 2006 | 2007 | 2008 | 2009 |
| ----------------- | ---- | ---- | ---- | ---- | ---- | ---- | ---- | ---- | ---- | ---- |
| Masters           | DNP  | DNP  | DNP  | DNP  | DNP  | T11  | T19  | T44  | DNP  | DNP  |
| US Open           | DNP  | DNP  | CUT  | DNP  | DNP  | WD   | T16  | DNP  | DNP  | DNP  |
| Open Championship | DNP  | CUT  | CUT  | CUT  | CUT  | DNP  | CUT  | T53  | T7   | T52  |
| PGA Championship  | DNP  | DNP  | DNP  | DNP  | T45  | CUT  | 67   | CUT  | DNP  | DNP  |

| Tournament        | 2010 | 2011 | 2012 | 2013 | 2014 | 2015 | 2016 |
| ----------------- | ---- | ---- | ---- | ---- | ---- | ---- | ---- |
| Masters           | DNP  | DNP  | DNP  | DNP  | DNP  | DNP  | DNP  |
| US Open           | DNP  | CUT  | DNP  | T65  | DNP  | DNP  | DNP  |
| Open Championship | DNP  | DNP  | DNP  | DNP  | T15  | T49  | T22  |
| PGA Championship  | DNP  | DNP  | DNP  | DNP  | DNP  | CUT  |      |

DNP = nicht teilgenommen

CUT = Cut nicht geschafft

„T“ geteilte Platzierung

WD = zurückgezogen

Grüner Hintergrund für Siege

Gelber Hintergrund für Top 10